# Schalmei
Lo schalmei è un particolare registro dell'organo. Il suo nome deriva dal latino calamus, canna.

## Struttura
La maggior parte delle fonti descrivono questo registro come un registro ad ancia della famiglia del regale, e dal suono morbido. Esiste nelle misure da 16', 8' o 4'. Con ogni probabilità lo schalmei nacque a imitazione degli strumenti musicali ad ancia doppia, come il piffero e lo chalumeau. Le canne sono costituite da coni rovesciati con una caratteristica chiusura sulla cima.
È anche conosciuto con il nome di Chalumeau in Francia e di Chirimía in Spagna.
Secondo James Ingall Wedgwood il primo esempio conosciuto di questo registro, con il nome di chalumeauregál, si trovava nell'organo Rothemburger del 1463 della Frauenkirche di Norimberga. Un altro esempio era presente nell'organo del 1585 della chiesa di San Martino a Danzica.